# إبروس (جيان)
بلدية إبروس (بالإسبانية: Ibros) هي بلدية تقع في مقاطعة جيان التابعة لمنطقة أندلوسيا جنوب إسبانيا.

## الديموغرافيا
بلغ عدد سكان بلدية إبروس 3.097 نسمة عام 2011 (وفقاً للمعهد الوطني للإحصاء الإسباني).
| 3.158 | 3.056 | 3.060 | 3.148 | 3.176 | 3.122 | 3.097 |